# Tony Fall
Richard Anthony "Tony" Fall (Bradford, 23 maart 1940 – Tanzania, 1 december 2007) was een Brits rallyrijder en teambaas.
Fall debuteerde in de vroege jaren zestig in de rallysport. Zijn resultaten werden opgemerkt en niet veel later werd hij opgenomen in de fabrieksinschrijving van BMC Mini, met onder andere Timo Mäkinen en Rauno Aaltonen als diens teamgenoten. Zijn eerste grote overwinning kwam tijdens de Circuit of Ireland in 1966, met navigator Henry Liddon aan zijn zijde, en won datzelfde jaar ook de Rally van Polen. In 1968 ging Fall rijden voor Lancia Corse, rijdend met de Fulvia HF Coupé, waarmee Fall en navigator Mike Wood naar de overwinning grepen in de Rally van Portugal. In 1970 nam Fall ook deel aan de London to Mexico World Cup Rally, met als gastnavigator de voetballer Jimmy Greaves, waarin het duo zesde wist te eindigen.
Begin jaren zeventig werd hij een fabrieksrijder bij het relatief onbekende Datsun, waarmee hij een tiende plaats behaalde in de Rally van Monte Carlo van 1971. Verder in het decennia reed hij nog naar respectievelijke successen in verschillend materiaal, totdat hij in 1976 een einde maakte aan zijn actieve carrière als rallyrijder.
Eind jaren zeventig werd hij verantwoordelijk voor de sportieve activiteiten van Opel, voor GM Euro Sport. Daarin kreeg hij de door de jaren heen vele grote namen uit de rallysport onder zijn hoede, waaronder Ari Vatanen, Henri Toivonen en Jimmy McRae. In het seizoen 1982 was hij teambaas van het Rothmans Opel Rally Team, die dat jaar met Walter Röhrl wereldkampioen werden in de Ascona 400. Begin jaren negentig keerde hij terug naar Engeland, waarin hij later de directeur werd van Safety Devices, een bedrijf dat onder andere rolkooien produceert.
Fall nam tot en met 2003 nog geregeld deel aan historische rallyevenementen. In december 2007, als lid van de organisatie van de Historic East African Safari Rally, overleed Tony Fall in zijn slaap aan een hartaanval in een hotelkamer in Tanzania. Hij liet een vrouw, Pat, en twee kinderen van een vorig huwelijk achter.